# HRT F1 Team
HRT F1 Team, was een Spaans raceteam, dat van 2010 tot 2012 deel nam aan het wereldkampioenschap Formule 1. Het team maakte gebruik van een Cosworth V8 krachtbron.

## Seizoen 2010
Bruno Senna, de neef van wijlen Ayrton Senna was al gecontracteerd als rijder toen het team nog Campos Meta 1 heette. Karun Chandhok werd later bevestigd voor de andere wagen van het team.
Halverwege het seizoen, voor de Grand Prix van Engeland, werd Bruno Senna vervangen door Sakon Yamamoto. Hoewel geen officiële reden gegeven is voor de vervanging, wordt aangenomen dat het uitblijven van betalingen van Senna's sponsors de belangrijkste reden is. Bruno Senna reed na de GP van Engeland gewoon de rest van het seizoen voor HRT.

## Overname
Campos Meta 1, opgericht door oud-coureur Adrián Campos en José Ramón Carabante, zat in financiële problemen en het was lange tijd onzeker of de renstal aan de start van het nieuwe seizoen zou verschijnen. Na weken van speculatie over een mogelijke overname werd op 17 februari 2010 bekend dat Carabante het team alleen zou leiden. Hij trok Colin Kolles als teamchef aan. Kolles was voorheen actief voor Force India en de voorloper van dat team. De renstal kreeg een andere naam maar Adrián Campos behield wel een positie in de leiding van het team.
Het team kwam in 2010 bij geen enkele test opdagen en ook aan punten konden ze niet komen. Het team bungelde het hele jaar onderaan de ranglijst maar eindigde toch als 11de in de constructeurs. Ook in 2011 kwam het team niet in actie bij een test en kwam als dieptepunt het eerste weekend van Melbourne. Beide rijders kwamen niet door de ingevoerde 107 procent regel en mochten niet deelnemen aan de race.
In juli kreeg het HRT opnieuw een nieuwe eigenaar, ditmaal de Spaanse investeringsmaatschappij Thesan Capital, gevestigd in Madrid. Dit nam een meerderheidsaandeel in het achterhoedeteam.
Rond de GP van Amerika in 2012 werd aangekondigd dat HRT weer te koop stond. Maar mocht er geen koper komen, dan zou het team stoppen te bestaan.
Op de inschrijflijst van de FIA voor het seizoen van 2013 staat HRT niet. Hiermee is het Spaanse team na drie jaar deelname aan de Formule 1 dan ook officieel failliet.

## Resultaten
| Kleur  | Resultaat                              |
| ------ | -------------------------------------- |
| Goud   | Winnaar                                |
| Zilver | Tweede plaats                          |
| Brons  | Derde plaats                           |
| Groen  | Gefinisht (punten behaald)             |
| Blauw  | Gefinisht (geen punten behaald)        |
| Blauw  | Niet geklasseerd (NC)                  |
| Paars  | Uitgevallen (DNF)                      |
| Rood   | Niet gekwalificeerd (DNQ)              |
| Zwart  | Gediskwalificeerd (DSQ)                |
| Wit    | Niet gestart (DNS)                     |
| Blanco | Gewond (INJ)                           |
| Blanco | Uitgesloten (EX)                       |
| Blanco | Teruggetrokken (WD) / Niet deelgenomen |
| P      | Poleposition                           |
| S      | Snelste ronde                          |

| Jaar | Chassis | Motor              | Banden | Coureurs           | 1   | 2   | 3   | 4   | 5   | 6   | 7   | 8   | 9   | 10  | 11  | 12  | 13  | 14  | 15  | 16  | 17  | 18  | 19  | 20  | Punten | WK-plaats |
| ---- | ------- | ------------------ | ------ | ------------------ | --- | --- | --- | --- | --- | --- | --- | --- | --- | --- | --- | --- | --- | --- | --- | --- | --- | --- | --- | --- | ------ | --------- |
| 2010 | F110    | Cosworth CA2010 V8 | B      |                    | BHR | AUS | MAL | CHN | ESP | MON | TUR | CAN | EUR | GBR | GER | HUN | BEL | ITA | SIN | JPN | KOR | BRA | ABU |     | 0      | 11e       |
| 2010 | F110    | Cosworth CA2010 V8 | B      | Karun Chandhok     | DNF | 14  | 15  | 17  | DNF | 14  | 20  | 18  | 18  | 19  |     |     |     |     |     |     |     |     |     |     | 0      | 11e       |
| 2010 | F110    | Cosworth CA2010 V8 | B      | Bruno Senna        | DNF | DNF | 16  | 16  | DNF | DNF | DNF | DNF | 20  |     | 19  | 17  | DNF | DNF | DNF | 15  | 14  | 21  | 19  |     | 0      | 11e       |
| 2010 | F110    | Cosworth CA2010 V8 | B      | Sakon Yamamoto     |     |     |     |     |     |     |     |     |     | 20  | DNF | 19  | 20  | 19  |     | 16  | 15  |     |     |     | 0      | 11e       |
| 2010 | F110    | Cosworth CA2010 V8 | B      | Christian Klien    |     |     |     |     |     |     |     |     |     |     |     |     |     |     | DNF |     |     | 22  | 20  |     | 0      | 11e       |
|      |         |                    |        |                    |     |     |     |     |     |     |     |     |     |     |     |     |     |     |     |     |     |     |     |     |        |           |
| 2011 | F111    | Cosworth CA2011 V8 | P      |                    | AUS | MAL | CHN | TUR | ESP | MON | CAN | EUR | GBR | GER | HUN | BEL | ITA | SIN | JPN | KOR | IND | ABU | BRA |     | 0      | 11e       |
| 2011 | F111    | Cosworth CA2011 V8 | P      | Narain Karthikeyan | DNQ | DNF | 23  | 21  | 21  | 17  | 17  | 24  |     |     |     |     |     |     |     |     | 17  |     |     |     | 0      | 11e       |
| 2011 | F111    | Cosworth CA2011 V8 | P      | Vitantonio Liuzzi  | DNQ | DNF | 22  | 22  | DNF | 16  | 13  | 23  | 18  | DNF | 20  | 19  | DNF | 20  | 23  | 21  |     | 20  | DNF |     | 0      | 11e       |
| 2011 | F111    | Cosworth CA2011 V8 | P      | Daniel Ricciardo   |     |     |     |     |     |     |     |     | 19  | 19  | 18  | DNF | DNF | 19  | 22  | 19  | 18  | DNF | 20  |     | 0      | 11e       |
|      |         |                    |        |                    |     |     |     |     |     |     |     |     |     |     |     |     |     |     |     |     |     |     |     |     |        |           |
| 2012 | F112    | Cosworth CA2012 V8 | P      |                    | AUS | MAL | CHN | BHR | ESP | MON | CAN | EUR | GBR | GER | HUN | BEL | ITA | SIN | JPN | KOR | IND | ABU | USA | BRA | 0      | 12e       |
| 2012 | F112    | Cosworth CA2012 V8 | P      | Pedro de la Rosa   | DNQ | 21  | 21  | 20  | 19  | DNF | DNF | 17  | 20  | 21  | 22  | 18  | 18  | 17  | 18  | DNF | DNF | 17  | 21  | 17  | 0      | 12e       |
| 2012 | F112    | Cosworth CA2012 V8 | P      | Narain Karthikeyan | DNQ | 22  | 22  | 21  | DNF | 15  | DNF | 18  | 21  | 23  | DNF | DNF | 19  | DNF | DNF | 20  | 21  | DNF | 22  | 18  | 0      | 12e       |